# Piscataqua
Ne doit pas être confondu avec Piscataquis River.
La Piscataqua est un estuaire long de 19 km situé au nord-est des États-Unis à la frontière des États du Maine et du New Hampshire débouchant sur le port de Portsmouth. Elle est formée par la confluence de la rivière Cochecho (en) et de la rivière Salmon Falls et se termine dans l'océan Atlantique.
Son bassin versant est de 3 870 km2 en tenant compte des petites rivières qui s'y jettent peu avant l'océan.

## Source
- (en) Cet article est partiellement ou en totalité issu de l’article de Wikipédia en anglais intitulé « Piscataqua River » (voir la liste des auteurs).